# 田尻和宏
田尻 和宏（たじり かずひろ、1952年〈昭和27年〉7月7日 - ）は、日本の外交官。瀋陽総領事等を経て、2013年（平成25年）7月からパラオ駐箚特命全権大使に任命された。

## 人物・経歴
石川県出身。東京都立大学法学部卒業後の1976年（昭和51年）外務省に入省。
外務省では北京、南京で中国語研修を受けたチャイナ・スクールに属し、研修後は1981年から外務省アジア局中国課勤務、1984年から外務省条約局条約課勤務。1986年から在中華人民共和国日本国大使館に勤務し、1990年から在サンフランシスコ日本国総領事館在勤、1991年から在アメリカ合衆国日本国大使館。その後、1995年からアジア局中国課、2001年から在上海日本国総領事館首席領事。重慶出張駐在官事務所長を経て、2005年から在重慶日本国総領事館、2007年からアジア大洋州局中国課地域調整官兼日中交流室室長、2008年からアジア大洋州局中国・モンゴル課地域調整官兼日中交流室室長、2009年から広州総領事、2012年から瀋陽総領事と中国駐在は5度にわたる。
中国課地域調整官在任中の2008年5月に発生した四川大地震では、日本の国際緊急援助隊・医療チーム団長として現地で活動した。帰国後、外務省日中交流室勤務を経て、2009年8月から広州総領事。2012年4月から2013年7月まで瀋陽総領事。2013年（平成25年）8月1日、駐パラオ特命全権大使。

## 同期
- 齋木昭隆（13年外務事務次官・12年外務審議官（政務）・11年駐印大使・08年外務省アジア大洋州局長）
- 鶴岡公二（13年内閣官房審議官兼TPP政府対策本部首席交渉官・12年外務審議官（経済）・10年外務省総合外交政策局長）
- 兒玉和夫（13年OECD大使・外務省研修所長・10年国連大使（次席）・08年外務報道官）
- 木寺昌人（12年駐中国大使・内閣官房副長官補）
- 國方俊男（13年北極担当大使・11年駐チェコ大使）
- 小菅淳一（11年駐ヨルダン大使・06年駐アフガニスタン大使）
- 高田稔久（13年沖縄担当大使・駐ケニア兼ソマリア兼エリトリア兼セーシェル兼ブルンジ大使・10年駐ケニア大使）
- 福川正浩（11年駐ペルー大使）
- 篠田研次（12年駐フィンランド大使）
- 高橋邦夫（11年駐ネパール大使・09年駐スリランカ兼モルディブ大使）
- 久枝譲治（11年駐オマーン大使）
- 加茂佳彦（12年駐アラブ首長国連邦大使）
- 西宮伸一（12年中国大使・10年外務審議官（経済））
- 大塚聖一（12年駐レバノン大使）
- 高瀬康夫（12年駐ジャマイカ兼ベリーズ兼バハマ大使・09年駐トンガ大使）
- 渡部和男（12年駐コロンビア大使・11年科学技術協力担当大使・08年駐パラグアイ大使）
- 小泉崇（12年駐ブルガリア大使）
- 東博史（13年駐ポルトガル大使・10年駐モーリタニア大使）
- 長内敬（09年駐ラトビア大使）
- 今井治（13年国際テロ対策・組織犯罪対策協力担当兼サイバー政策担当兼安保理非常任理事国選挙及び安保理改革（中南米諸国）担当大使・12年国際テロ対策・組織犯罪対策協力兼サイバー政策担当大使・09年駐エクアドル大使）
- 細谷龍平（13年駐マダガスカル大使）
- 山本啓司（12年駐ルーマニア大使・11年査察担当大使・駐カメルーン大使）
- 塚原大貮（12年駐ベナン大使）
- 川上公一（12年外交記録公開担当大使・09年駐レバノン大使）